# Mathieu Kamba
Mathieu Nkongolo Kamba (Calgary, Alberta, 5 de octubre de 1995) es un baloncestista canadiense de 1,96 metros de altura y cuyo equipo es el Palencia Baloncesto de la Primera FEB Juega en la posición de alero.

## Trayectoria
Es un jugador formado en la Universidad de Central Arkansas Bears, con la que en la NCAA promedió 13,83 puntos, con un 35,8% desde el perímetro con 2,31 intentos por choque, y 6,11 rebotes en 30,3 minutos de juego. Además, es internacional con la Selección de baloncesto de República Democrática del Congo.
En septiembre de 2018, firma por el Araberri Basket Club para jugar en Liga LEB Oro, siendo su primera experiencia como profesional.
En junio de 2019, el Leyma Coruña anuncia el fichaje del alero canadiense para la temporada 2019/2020.
En julio de 2020, firma por el Club Melilla Baloncesto de la Liga LEB Oro. En el club melillense firmó  9,8 créditos de valoración de promedio gracias a sus 12,9 puntos, 2,8 rebotes y 1 asistencia por partido.
El 10 de agosto de 2021, tras desvincularse del Club Melilla Baloncesto, el jugador firma por el Oviedo Club Baloncesto de la Liga LEB Oro.
El 8 de julio de 2022, firma por el Palencia Baloncesto de la Liga LEB Oro, con el que ascendió a la Liga ACB.